# Scott Shoal
Scott Shoal ist eine Untiefe im Rossmeer. Sie liegt östlich der Borchgrevink-Küste des ostantarktischen Viktorialands.
Namensgeber ist der britische Polarforscher Robert Falcon Scott (1868–1912), der beim Rückmarsch vom geographischen Südpol auf dem Ross-Schelfeis ums Leben kam.